# دانشگاه کراچی
دانشگاه کراچی (اردو: جامعۂ كراچى) دانشگاهی دولتی و پژوهشی در کراچی، ایالت سند، پاکستان است. این دانشگاه با داشتن ۴۱٬۰۰۰ دانشجوی تمام وقت واقع در پردیسی به مساحت ۱۲۰۰ جریب، یکی از بزرگترین دانشگاه‌های پاکستان است که شهرت زیادی در پژوهش‌های بین‌رشته‌ای علوم و فناوری، پزشکی و علوم اجتماعی دارد. دانشگاه کراچی دارای ۵۳ گروه آموزشی و ۱۹ مرکز تحقیقاتی در ۹ دانشکده است. همچنین ۸۹۳ هیئت علمی و ۲۵۰۰ کارمند برای این دانشگاه کار می‌کنند.

## دانشکده‌ها

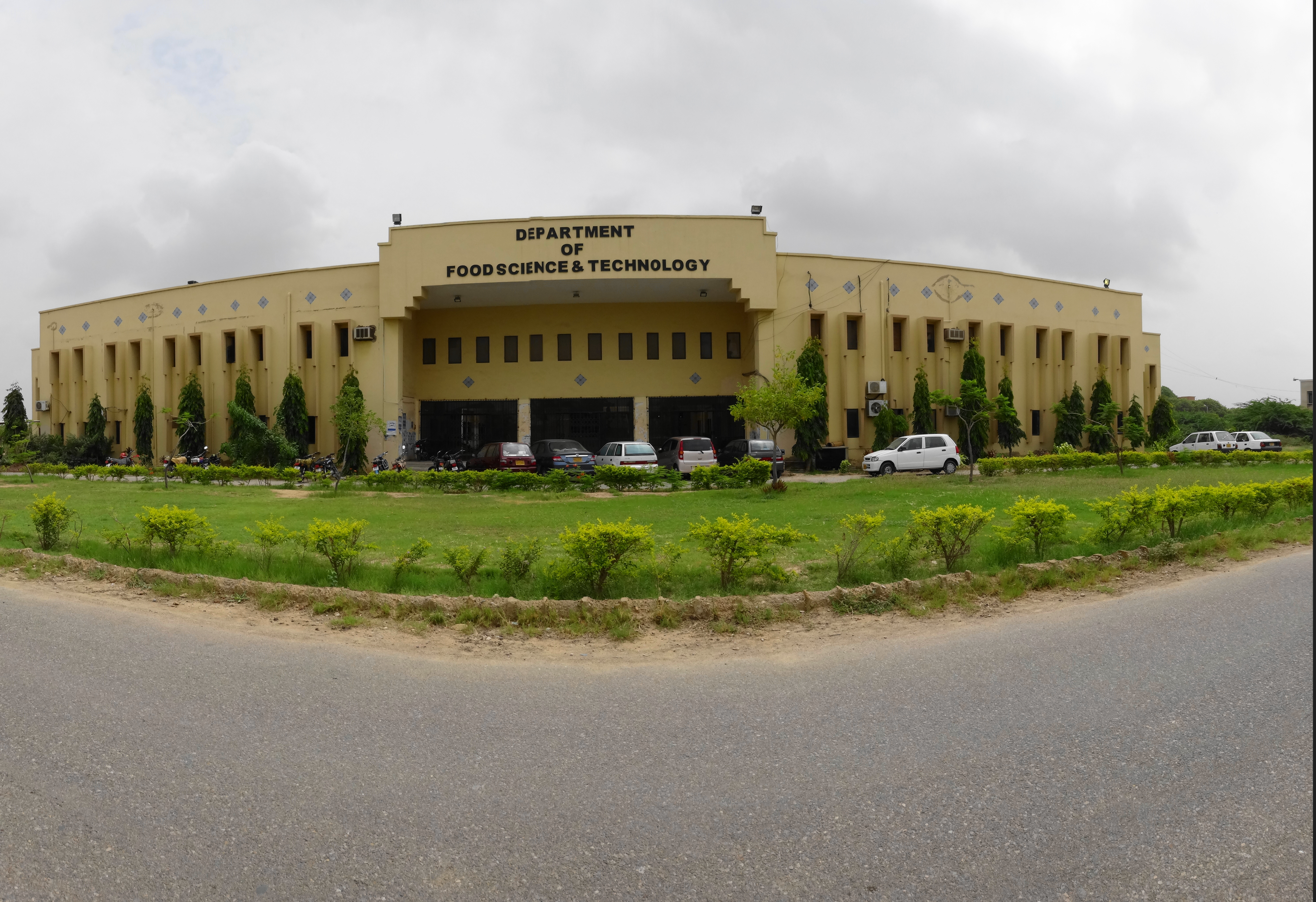
ساختمان گروه علوم و فناوری غذایی دانشگاه

دانشگاه کراچی دارای ۹ دانشکده به شرح زیر است:
- دانشکده علوم اجتماعی
- دانشکده مهندسی
- دانشکده مدیریت و علوم اداری
- دانشکده آموزش
- دانشکده مطالعات اسلامی
- دانشکده حقوق
- دانشکده پزشکی
- دانشکده داروسازی
- دانشکده علوم